# Wilma Gatta
Wilma Gatta (ur. 1 grudnia 1956 w Madonna di Campiglio) – włoska narciarka alpejska.

## Kariera
Pierwsze punkty w zawodach Pucharu Świata Wilma Gatta wywalczyła 14 stycznia 1976 roku w Les Gets, zajmując piąte miejsce w slalomie. W kolejnych startach wielokrotnie zdobywała punkty, jednak nigdy nie stanęła na podium. Najwyższą lokatę w zawodach tego cyklu wywalczyła w Les Gets oraz 19 stycznia 1979 roku w Meiringen, gdzie ponownie slalom ukończyła szóstej pozycji. Najlepsze wyniki osiągnęła w sezonie 1975/1976, kiedy zajęła 32. miejsce w klasyfikacji generalnej. W lutym 1980 roku wystartowała na igrzyskach olimpijskich w Innsbrucku, gdzie zajęła siódme miejsce w gigancie, a rywalizacji w slalomie nie ukończyła. Podczas rozgrywanych cztery lata później igrzysk olimpijskich w Lake Placid wystąpiła tylko w slalomie, który ukończyła na dziesiątym miejscu.

## Osiągnięcia

### Igrzyska olimpijskie
| Miejsce | Dzień     | Rok  | Miejscowość | Konkurencja | Czas biegu  | Strata  | Zwyciężczyni     |
| ------- | --------- | ---- | ----------- | ----------- | ----------- | ------- | ---------------- |
| DNF     | 11 lutego | 1976 | Innsbruck   | Slalom      | 1:30,54 min | -       | Rosi Mittermaier |
| 7.      | 13 lutego | 1976 | Innsbruck   | Gigant      | 1:29,13 min | +1,38 s | Kathy Kreiner    |
| 10.     | 23 lutego | 1980 | Lake Placid | Slalom      | 1:25,09 min | +4,85 s | Hanni Wenzel     |

### Mistrzostwa świata
| Miejsce | Dzień     | Rok  | Miejscowość | Konkurencja | Czas biegu  | Strata  | Zwyciężczyni     |
| ------- | --------- | ---- | ----------- | ----------- | ----------- | ------- | ---------------- |
| DNF     | 11 lutego | 1976 | Innsbruck   | Slalom      | 1:30,54 min | -       | Rosi Mittermaier |
| 7.      | 13 lutego | 1976 | Innsbruck   | Gigant      | 1:29,13 min | +1,38 s | Kathy Kreiner    |
| 10.     | 23 lutego | 1980 | Lake Placid | Slalom      | 1:25,09 min | +4,85 s | Hanni Wenzel     |

### Puchar Świata

#### Miejsca w klasyfikacji generalnej
- sezon 1975/1976: 32.
- sezon 1978/1979: 35.
- sezon 1979/1980: 37.

#### Pozostałe miejsca na podium
Gatta nigdy nie stanęła na podium zawodów PŚ.